# التصوير بالألوان (فيزياء)
نظريات التصوير بالألوان (بالإنجليزية: Technicolor)‏ هي نماذم من فيزياء ما وراء النموذج المعياري تعالج كسر تناظر المقياس الكهروضعيف، وهي الآلية التي من خلالها تكتسب بوزونات W وZ كتلها. صممت نظريات التصوير بالألوان المبكرة على الديناميكا اللونية الكمومية (QCD)، نظرية "اللون" للقوة النووية القوية، والتي كانت سبب الإلهام لتسميتها.